# Liste der Ortschaften im Bezirk Vöcklabruck
Die Liste der Ortschaften im Bezirk Vöcklabruck enthält die 52 Gemeinden und ihre zugehörigen Ortschaften im oberösterreichischen Bezirk Vöcklabruck (Einwohnerzahlen in Klammern, Stand 1. Jänner 2024). Stand Ortschaften: 1. Jänner 2022
Kursive Gemeindenamen sind keine Ortschaften, in Klammern der Status Markt bzw. Stadt. Die Angaben erfolgen im offiziellen Gemeinde- bzw. Ortschaftsnamen, wie von der Statistik Austria geführt.
- Ampflwang im Hausruckwald (Markt)
  - Aigen
  - Ampflwang
  - Buchleiten
  - Eitzing
  - Hinterschlagen
  - Innerleiten
  - Lukasberg
  - Ort
  - Rabelsberg
  - Rödleiten
  - Schachen
  - Scheiblwies
  - Schmitzberg
  - Siedlung
  - Vorderschlagen
  - Waldpoint
  - Wassenbach
  - Wörmansedt

- Attersee am Attersee
  - Abtsdorf
  - Altenberg
  - Attersee
  - Aufham
  - Breitenröth
  - Mühlbach
  - Neuhofen
  - Oberbach
  - Palmsdorf

- Attnang-Puchheim (Stadt)
  - Aham
  - Aichet
  - Attnang
  - Hohenbaumgarten
  - Landertsham
  - Niederstraß
  - Oberstraß
  - Puchheim
  - Sonnleithen
  - Steinhübl

- Atzbach
  - Aigen
  - Baumgarting
  - Breitwiesen
  - Enzelsberg
  - Freundling
  - Gneisting
  - Hippelsberg
  - Katzenberg
  - Köppach
  - Lameckberg
  - Oberapping
  - Oberholzham
  - Point
  - Reichering
  - Ritzling
  - Schnötzing
  - Seiring
  - Staudach
  - Unterapping
  - Weigensam

- Aurach am Hongar
  - Grafenbuch
  - Hainbach
  - Halbmoos
  - Illingbuch
  - Jetzing
  - Kasten
  - Looh
  - Pranzing
  - Raschbach
  - Weichselbaum

- Berg im Attergau
  - Baum
  - Brandham
  - Eggenberg
  - Eisenpalmsdorf
  - Engljähring
  - Hipping
  - Jedlham
  - Katterlohen
  - Pössing
  - Raith
  - Rixing
  - Rubensdorf
  - Thanham
  - Walsberg
  - Wötzing

- Desselbrunn
  - Berg
  - Brauching
  - Bubenland
  - Deutenham
  - Edt
  - Fallholz
  - Feldham
  - Haus
  - Hofstätten
  - Hub
  - Oberhaidach
  - Sicking
  - Traunwang
  - Unterhaidach
  - Viecht
  - Windern

- Fornach
  - Adligen
  - Doppelmühle
  - Emming
  - Fachberg
  - Feichtenberg
  - Gferreth
  - Gmeineck
  - Grilln
  - Grillnpoint
  - Grubleiten
  - Grubleitenpoint
  - Pichl
  - Piereth
  - Ramsau
  - Röth
  - Sallach
  - Saxigen
  - Schnöllerberg
  - Schwandeck
  - Seppenröth
  - Unterholzing
  - Walligen
  - Zaißen

- Frankenburg am Hausruck (Markt)
  - Arbing
  - Au
  - Außerhörgersteig
  - Badstuben
  - Brunnhölzl
  - Diemröth
  - Dorf
  - Egg
  - Engern
  - Erdpries
  - Erlatwaid
  - Exlwöhr
  - Finkenröth
  - Fischeredt
  - Fischigen
  - Friedhalbing
  - Geldigen
  - Göblberg
  - Grünbergsiedlung
  - Halt
  - Haslach
  - Haslau
  - Hintersteining
  - Hoblschlag
  - Hofberg
  - Innerhörgersteig
  - Innerleiten
  - Kinast
  - Klanigen
  - Leitrachstätten
  - Lessigen
  - Loixigen
  - Marigen
  - Märzigen
  - Mauern
  - Mayrhof
  - Mitterriegl
  - Mühlstaudet
  - Niederriegl
  - Oberedt
  - Oberfeitzing
  - Oberhaselbach
  - Ottigen
  - Ottokönigen
  - Pehigen
  - Perschling
  - Point
  - Pramegg
  - Raitenberg
  - Redltal
  - Renigen
  - Schnöllhof
  - Seibrigen
  - Stöckert
  - Tiefenbach
  - Unterau
  - Unteredt
  - Unterfeitzing
  - Unterhaselbach
  - Vordersteining
  - Wiederhals
  - Zachleiten

- Frankenmarkt (Markt)
  - Asten
  - Auleiten
  - Buchscharten
  - Danzenreith
  - Gries
  - Gstocket
  - Haitzenthal
  - Hauchhorn
  - Höhenwarth
  - Hussenreith
  - Kritzing
  - Kühschinken
  - Moos
  - Mühlberg
  - Piereth
  - Pointen
  - Raspoldsedt
  - Röth
  - Rudlberg
  - Schwertfern
  - Stauf
  - Unterrain
  - Wimm

- Gampern
  - Baumgarting
  - Bergham
  - Bierbaum
  - Egning
  - Fischham
  - Fischhamering
  - Gallnbrunn
  - Genstetten
  - Haunolding
  - Hehenberg
  - Hörgattern
  - Koberg
  - Oberheikerding
  - Piesdorf
  - Pöring
  - Schwarzmoos
  - Siedling
  - Stein
  - Stötten
  - Unterheikerding
  - Viehaus
  - Weiterschwang
  - Witzling
  - Zeiling

- Innerschwand am Mondsee
  - Au
  - Innerschwand

- Lenzing an der Ager (Markt)
  - Alt Lenzing
  - Haid
  - Kraims
  - Neuhausen
  - Oberachmann
  - Pichlwang
  - Raudaschlmühle
  - Reibersdorf
  - Thal
  - Ulrichsberg
  - Unterachmann

- Manning
  - Au
  - Furtpoint
  - Gasteig
  - Hofmanning
  - Kreuth
  - Lehen
  - Moos
  - Schachen bei Furtpoint
  - Schachen bei Wolfshütte
  - Scharedt
  - Starling
  - Stocket
  - Vornbuch
  - Wolfshütte
  - Zaun

- Mondsee (Markt)
- Neukirchen an der Vöckla
  - Ackersberg
  - Arnberg
  - Bachleiten
  - Biber
  - Dachschwendau
  - Dorf
  - Endriegl
  - Froschern
  - Haid
  - Höllersberg
  - Jagersberg
  - Jochling
  - Kappligen
  - Kogl
  - Kolopfern
  - Lichtenegg
  - Meislgrub
  - Mixental
  - Mühlleiten
  - Neudorf
  - Oberthumberg
  - Pfefferberg
  - Pollhammeredt
  - Ragereck
  - Raschbach
  - Redl
  - Rothauptberg
  - Satteltal
  - Seirigen
  - Sonnleiten
  - Spöck
  - Stipplmühl
  - Teufligen
  - Unterthumberg
  - Verwang
  - Waltersdorf
  - Wegleiten
  - Welsern
  - Weyr
  - Wimm
  - Windbichl
  - Winteredt
  - Wöhr
  - Zipf
  - Zuckau

- Niederthalheim
  - Albertsham
  - Bergham
  - Hainbach
  - Hehenberg
  - Iming
  - Kaiting
  - Koppl
  - Laah
  - Moos
  - Niederau
  - Oberau
  - Obersteindlberg
  - Öldenberg
  - Penetzdorf
  - Pengering
  - Rankar
  - Untersteindlberg
  - Viert
  - Weikharting
  - Windham
  - Wufing

- Nußdorf am Attersee
  - Aich
  - Aichereben
  - Dexelbach
  - Lichtenbuch
  - Limberg
  - Parschallen
  - Reith
  - Streit
  - Zell

- Oberhofen am Irrsee
  - Berg
  - Brunnberg
  - Eichenweg
  - Fischhof
  - Gegend
  - Gewerbegebiet-Salzweg
  - Haslach
  - Haslau
  - Höhenroith
  - Laiter
  - Obernberg
  - Rabenschwand
  - Römerhof
  - Salzweg
  - Schoibern
  - Schweibern
  - Steinbach
  - Stock
  - Wegdorf

- Oberndorf bei Schwanenstadt
  - Edt
  - Kaiseredt
  - Kochlöffling
  - Lebertsham
  - Niederholzham
  - Oberndorf
  - Winkl

- Oberwang
  - Gessenschwandt
  - Grossenschwandt
  - Oberaschau
  - Radau
  - Traschwandt

- Ottnang am Hausruck (Markt)
  - Achleithen
  - Bärnthal
  - Bergern
  - Bruckmühl
  - Deisenham
  - Englfing
  - Gatterlacken
  - Grub
  - Grünbach
  - Hagleithen
  - Hausruckedt
  - Holzham
  - Holzleithen
  - Hub
  - Kronabitten
  - Kropfling
  - Laah
  - Manning
  - Mansing
  - Mitterarming
  - Niederpuchheim
  - Oberkienberg
  - Obermühlau
  - Ottnang
  - Plötzenedt
  - Rackering
  - Redl
  - Roithing
  - Schachen bei Furtpoint
  - Schlag
  - Simmering
  - Stockedt
  - Thomasroith
  - Untermühlau
  - Vorderarming
  - Vornwald
  - Walding
  - Wassenbrunn
  - Wiesing

- Pfaffing
  - Außerreith
  - Fischham
  - Forsterreith
  - Frieding
  - Graben
  - Hainberg
  - Hainleiten
  - Hangstraße
  - Hausham
  - Holzpoint
  - Kienleiten
  - Kropfling
  - Maurachen
  - Mauracherberg
  - Mesnerleiten
  - Mitterberg
  - Nindorf
  - Oberalberting
  - Oberkogl
  - Obermoos
  - Schweiber
  - Schweiber
  - Sieberer
  - Sonnleiten
  - Steinberg
  - Teicht
  - Teicht
  - Tiefenbach
  - Unterkogl
  - Weixlbaum
  - Weixlbaumerberg
  - Ziegelhaid

- Pilsbach
  - Am Landlberg
  - Diesenbach
  - Einwald
  - Kien
  - Kirchstetten
  - Mittereinwald
  - Oberpilsbach
  - Schmidham
  - Untereinwald
  - Unterpilsbach

- Pitzenberg
  - Aich
  - Höck
  - Litzing
  - Pitzenbergholz

- Pöndorf
  - Bergham
  - Brunnwies
  - Fellern
  - Forstern
  - Gaisteig
  - Geretseck
  - Haberpoint
  - Haidach
  - Hechfeld
  - Hocheck
  - Kirchham
  - Landgraben
  - Lascostraße
  - Matzlröth
  - Nößlthal
  - Obermühlham
  - Oberschwand
  - Pading
  - Plain
  - Preinröth
  - Schachen
  - Schrofnerstraße
  - Schwaigern
  - Untermühlham
  - Unterreith
  - Unterschwand
  - Volkerding

- Puchkirchen am Trattberg
  - Puchkirchen

- Pühret
  - Altensam
  - Ennsberg
  - Lehen
  - Moosham
  - Schlierberg

- Redleiten
  - Aubach
  - Erkaburgen
  - Hilprigen
  - Oberegg
  - Otzigen
  - Redltal
  - Schweinegg
  - Winkl

- Redlham
  - Au
  - Einwarting
  - Erlau
  - Fisching
  - Gewerbepark Mitte
  - Gewerbepark Ost
  - Gewerbepark West
  - Hainprechting
  - Jebing
  - Landertsham
  - Piesing
  - Sonnfeld
  - Tuffeltsham

- Regau (Markt)
  - Alm
  - Burgstall
  - Dorf
  - Dornet
  - Eck
  - Geidenberg
  - Hattenberg
  - Himmelreich
  - Hinterbuch
  - Hub
  - Kirchberg
  - Lahn
  - Lixlau
  - Mairhof
  - Neudorf
  - Oberkriech
  - Oberregau
  - Pilling
  - Preising
  - Pürstling
  - Reith
  - Riedl
  - Ritzing
  - Roith
  - Rutzenmoos
  - Schacha
  - Schalchham
  - Schönberg
  - Stölln
  - Tiefenweg
  - Unterkriech
  - Wankham
  - Weiding
  - Zaissing

- Rüstorf
  - Buchleiten
  - Ebersäuln
  - Eglau
  - Glatzing
  - Hart
  - Hof
  - Johannisthal
  - Kaufing
  - Kreut
  - Mitterberg
  - Mitterbergholz
  - Mühlwang
  - Neudorf
  - Pfaffenberg
  - Roith

- Rutzenham
  - Anzental
  - Bach
  - Bergern
  - Kirchdorf
  - Mühlparz
  - Pichl

- St. Georgen im Attergau (Markt)
  - Aich
  - Alkersdorf
  - Bergham
  - Buch
  - Kogl
  - Königswiesen
  - Lohen
  - Lohened
  - Thalham
  - Thern

- St. Lorenz
  - Keuschen
  - Scharfling

- Schlatt
  - Apeding
  - Asperding
  - Breitenschützing
  - Herrenschützing
  - Hinterschützing
  - Hörweg
  - Oberharrern
  - Philippsberg
  - Römerberg
  - Staig

- Schörfling am Attersee (Markt)
  - Fantaberg
  - Kammer
  - Marktwald
  - Moos
  - Niederham
  - Oberhehenfeld
  - Schörfling
  - Steinbach
  - Sulzberg
  - Wörzing

- Schwanenstadt (Stadt)
- Seewalchen am Attersee (Markt)
  - Ainwalchen
  - Buchberg
  - Gerlham
  - Haidach
  - Haining
  - Kemating
  - Kraims
  - Litzlberg
  - Moos
  - Neißing
  - Neubrunn
  - Pettighofen
  - Reichersberg
  - Roitham
  - Staudach
  - Steindorf
  - Unterbuchberg

- Steinbach am Attersee
  - Berg
  - Blümigen
  - Dorf
  - Feld
  - Forstamt
  - Gmauret
  - Haslach
  - Hochlecken
  - Kaisigen
  - Kienklause
  - Kiental
  - Oberfeichten
  - Seefeld
  - Unterfeichten
  - Unterroith
  - Weißenbach am Attersee

- Straß im Attergau
  - Dachsenberg
  - Erlat
  - Fronbühel
  - Halt
  - Innerlohen
  - Kronberg
  - Leming
  - Lichtenberg
  - Mitterleiten
  - Oberleiten
  - Pabing
  - Powang
  - Sagerer
  - Seeblick
  - Stöttham
  - Wald
  - Wildenhag

- Tiefgraben
  - Gaisberg
  - Guggenberg
  - Hof

- Timelkam (Markt)
  - Ader
  - Altwartenburg
  - Außerungenach
  - Eiding
  - Gsteinedt
  - Haag
  - Heitzing
  - Heuweg
  - Kalchofen
  - Leidern
  - Maierhof
  - Mühlfeld
  - Neuwartenburg
  - Oberau
  - Obereck
  - Obergallaberg
  - Oberthalheim
  - Pichlwang
  - Stöfling
  - Straß
  - Ulrichsberg
  - Unterau
  - Untereck
  - Untergallaberg
  - Wimberg

- Ungenach
  - Ainwalding
  - Billichsedt
  - Brunau
  - Brunngstaudet
  - Dornet
  - Engelsheim
  - Fuchsberg
  - Grillmoos
  - Haag
  - Hocheck
  - Hochmoos
  - Jocheredt
  - Kellner
  - Kirchholz
  - Kochberg
  - Kronberg
  - Mittereinwald
  - Mitterschlag
  - Mösl
  - Natternberg
  - Obereinwald
  - Oberleim
  - Pohn
  - Pohnedt
  - Rametsberg
  - Reichering
  - Unterleim
  - Vorderschlag
  - Zahnhof
  - Zehentpoint

- Unterach am Attersee
  - Au
  - Buchenort
  - Unterach

- Vöcklabruck (Stadt)
  - Altwartenburg
  - Außerhafling
  - Buchleiten
  - Dörfl
  - Dürnau
  - Freileiten
  - Innerhafling
  - Kirchberg
  - Neuwartenburg
  - Oberhaus
  - Oberthalheim
  - Pfarrerfeld
  - Schöndorf
  - Vornbuch
  - Wagrain
  - Wegscheid
  - Ziegelwies

- Vöcklamarkt (Markt)
  - Aierzelten
  - Exlwöhr
  - Gopprechting
  - Gries
  - Gründberg
  - Haid
  - Hainberg
  - Hörading
  - Hötzing
  - Kalvarienberg
  - Krichpoint
  - Landberg
  - Langwies
  - Maulham
  - Moos
  - Mörasing
  - Mösendorf
  - Mösenthal
  - Mühlreith
  - Redl
  - Reichenthalheim
  - Rohrwies
  - Schmidham
  - Spielberg
  - Thal
  - Unteralberting
  - Unterholz
  - Viecht
  - Walchen
  - Walkering
  - Waschprechting
  - Waschprechtingerberg
  - Wies
  - Wilding

- Weißenkirchen im Attergau
  - Angern
  - Brandstatt
  - Egg
  - Freudenthal
  - Geßlingen
  - Giga
  - Haitigen
  - Hölleiten
  - Pabigen
  - Reittern
  - Röth
  - Schwaigern
  - Stadln
  - Steinwand
  - Truchtlingen
  - Tuttingen
  - Vöcklatal
  - Wieneröth
  - Ziegelstadl

- Weyregg am Attersee
  - Alexenau
  - Bach
  - Gahberg
  - Miglberg
  - Reichholz
  - Seeberg
  - Steinwand

- Wolfsegg am Hausruck (Markt)
  - Deisenham
  - Friesam
  - Gstaudet
  - Hauxmoos
  - Hueb
  - Imling
  - Kohlgrube
  - Kühnberg
  - Litzlfeld
  - Schlaugenham
  - Schlaugenholz
  - Steinpoint
  - Unterkienberg
  - Waid
  - Waidring
  - Watzing
  - Wilding

- Zell am Moos
  - Brandstatt
  - Breitenau
  - Entersgraben
  - Gassen
  - Gollau
  - Greith
  - Harpoint
  - Haslau
  - Haslau-Berg
  - Häusern
  - Heissing
  - Kohlstatt
  - Lindau
  - Oberschwand
  - Unterschwand
  - Vormoos

- Zell am Pettenfirst
  - Bruck
  - Burgstall
  - Ehwalchen
  - Franzeneck
  - Gerhardsberg
  - Gewerbestraße
  - Heinrichsberg
  - Hinteredt
  - Hinterschachen
  - Hochrain
  - Kalletsberg
  - Ketzerhub
  - Kopplbrenn
  - Kreuth
  - Pettenfirst
  - Roith
  - Schablberg
  - Schierling
  - Schwarzland
  - Vornholz
  - Wegleithen
  - Wolfsdoppl